# Etnesjøen
Etnesjøen (ofte kun kaldt Etne) er en by der er administrationscenter i Etne kommune i Hordaland fylke i Norge. Byen ligger inderst i Etnefjorden, og har 1.098 indbyggere (2012).